# Club de Básquetbol Rayos de Hermosillo
I Rayos de Hermosillo sono una società cestistica avente sede a Hermosillo, in Messico. Fondata nel 2009, gioca nel Circuito de Baloncesto de la Costa del Pacífico.
Disputa le partite interne nel Gimnasio del Estado de Sonora, che ha una capacità di 3.500 spettatori.